# Srednji Mosti
Srednji Mosti is een plaats in de gemeente Kapela in de Kroatische provincie Bjelovar-Bilogora. De plaats telt 122 inwoners (2001).